# Zanthoxylum rhoifolium
Zanthoxylum rhoifolium é uma espécie de planta  da família Rutaceae e do gênero Zanthoxylum.   É conhecida em diferentes partes do Brasil por nomes como carne-de-anta, juvevê, laranjeira-brava, pau-de-cachorro e tinguaciba.

## Distribuição
Zanthoxylum rhoifolium está entre as espécies de maior distribuição geográfica do gênero, desde o México (lado Pacífico), ao longo dos terrenos baixos da América Central, inclusive a parte insular, e em quase toda América do Sul até Argentina e Paraguai (ausente apenas no Chile e Uruguai). Habita florestas úmidas e mesófilas perenes a semideciduais, até cerca de 1.300 m de altitude, sendo comum em clareiras ou orlas de matas perturbadas ou secundárias. Na Amazônia, prefere mata de terra firme. 
Pode ser encontrada com flores ou frutos em todos os meses do ano, com períodos variando segundo a região do páis; parece haver maior expressividade na floração entre setembro e maio, na frutificação principalmente entre novembro e julho.

## Descrição

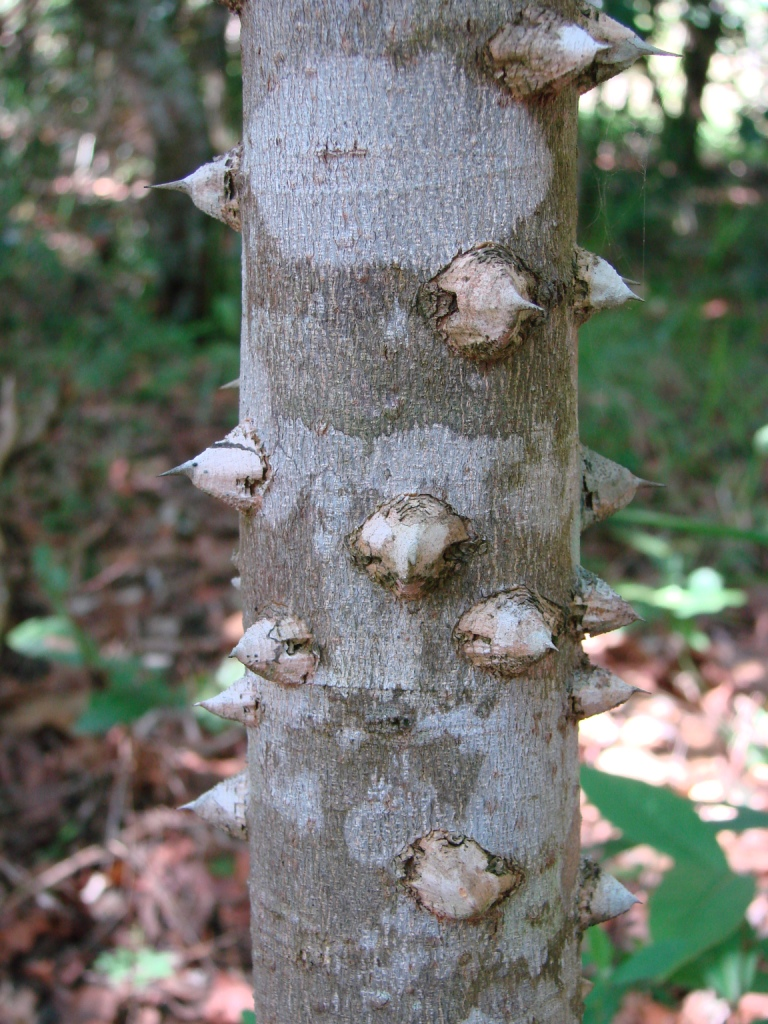
Acúleos no tronco.

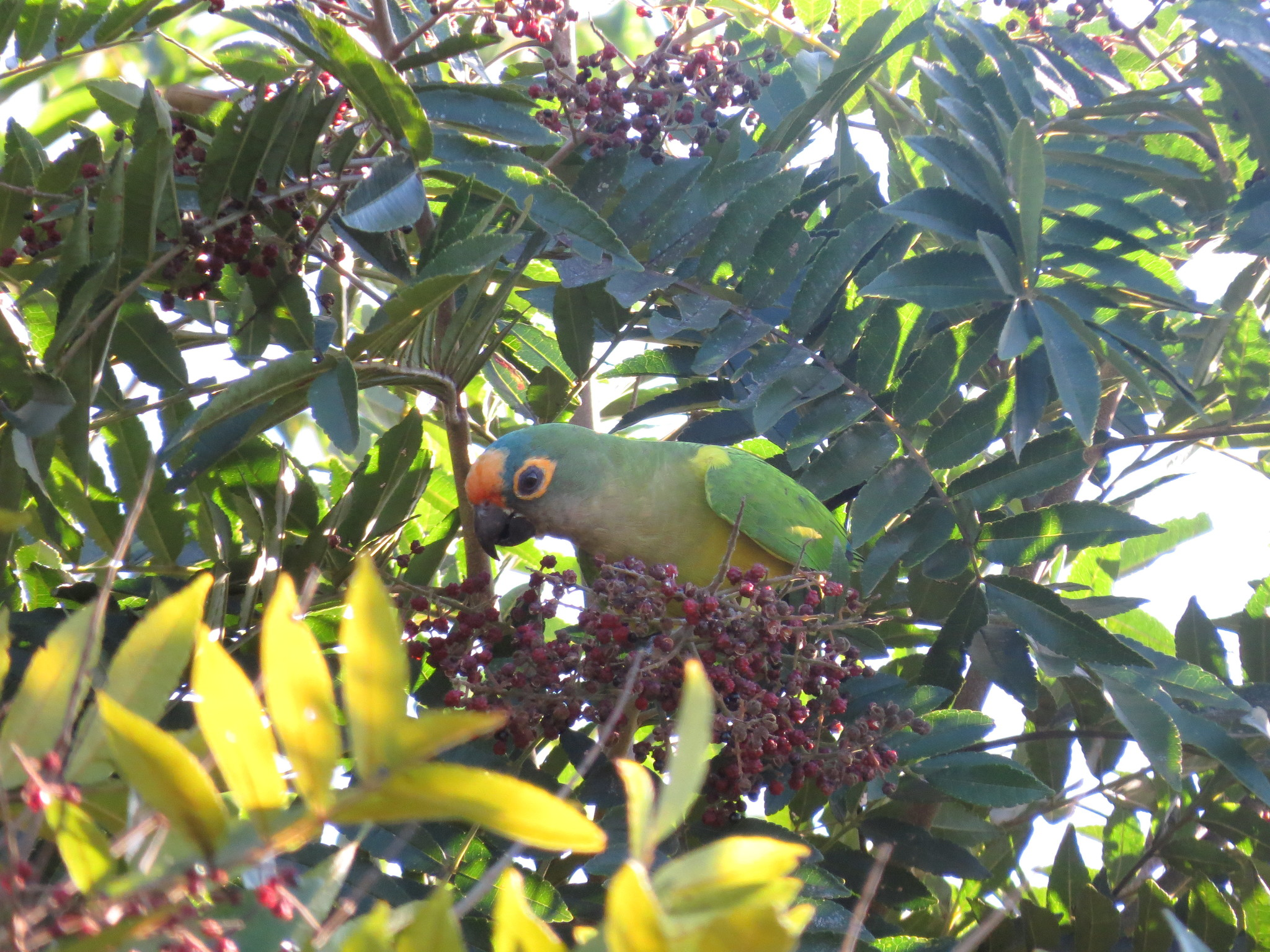
Periquito-rei se alimentando de frutos de Zanthoxylum rhoifolium.

Espécie bem distinta pelos acúleos do tronco, ramos e folhas (mais numerosos em plantas mais jovens), e pelas folhas multifolioladas, os folíolos bem crenados e com indumento de tricomas estrelados ou bífidos. As inflorescências são terminais, multifloras, e as flores têm apenas um carpelo (raramente 2), anacrostílico, com estigma peltado. Os frutos são também característicos, globosos e com glândulas esféricas muito salientes, e sementes (sub)globosas com hilo linear.
Trata-se de uma espécie complexa, que exibe considerável polimorfismo foliar, principalmente no que concerne a tamanho, forma e número de folíolos, glândulas apenas na margem ou em toda a lâmina, tamanho de peciólulos e densidade do indumento. Diversos táxons foram descritos aos níveis específico e infraespecífico, baseados em formas de uma grande contínuo de variações fenotípicas, facilmente constatável mesmo em uma pequena área geográfica. 
Uma forma particularmente extrema é encontrada na Bahia, com folíolos pequenos e (sub)sésseis, obtusos no ápice, com tricomas escassos e apenas nas nervuras, acastanhados a pardacentos na herborização, e inflorescências laxas e pauciforas também escurecidas. Trata-se de poucas coleções conhecidas (R. Atkinson et al. PCD-2382, E.B. Miranda et al. 50, S.A. Mori et al. 9494, J.R. Pirani et al. 5426, S.B. Silva et al. 95), procedentes de cerrados em áreas com afloramentos rochosos, matas-de-cipó e caatinga arbórea. Algumas delas foram identificadas, possivelmente de forma errônea por Reynel (1995, 2017) como Zanthoxylum kleinii, espécie sulina das matas com araucária.
Existem algumas evidências de que esta espécie possa comporta-se como subdioica; por exemplo, no espécime coletado na Bahia por Carvalho et al. PCD-2180 (HUEFS, SPF), com inflorescências masculinas, existe no mesmo ramo uma única inflorescência portando frutos jovens.

## Taxonomia
Na monografia de Engler (1874), aparece entre os sinônimos Pohlana instrumentaria Nees & Mart., um nomen nudum pro syn.